# Scaptomyza varifrons
Scaptomyza varifrons är en tvåvingeart som först beskrevs av Grimshaw 1901.  Scaptomyza varifrons ingår i släktet Scaptomyza och familjen daggflugor. Inga underarter finns listade i Catalogue of Life.